# セイモス (人工衛星)

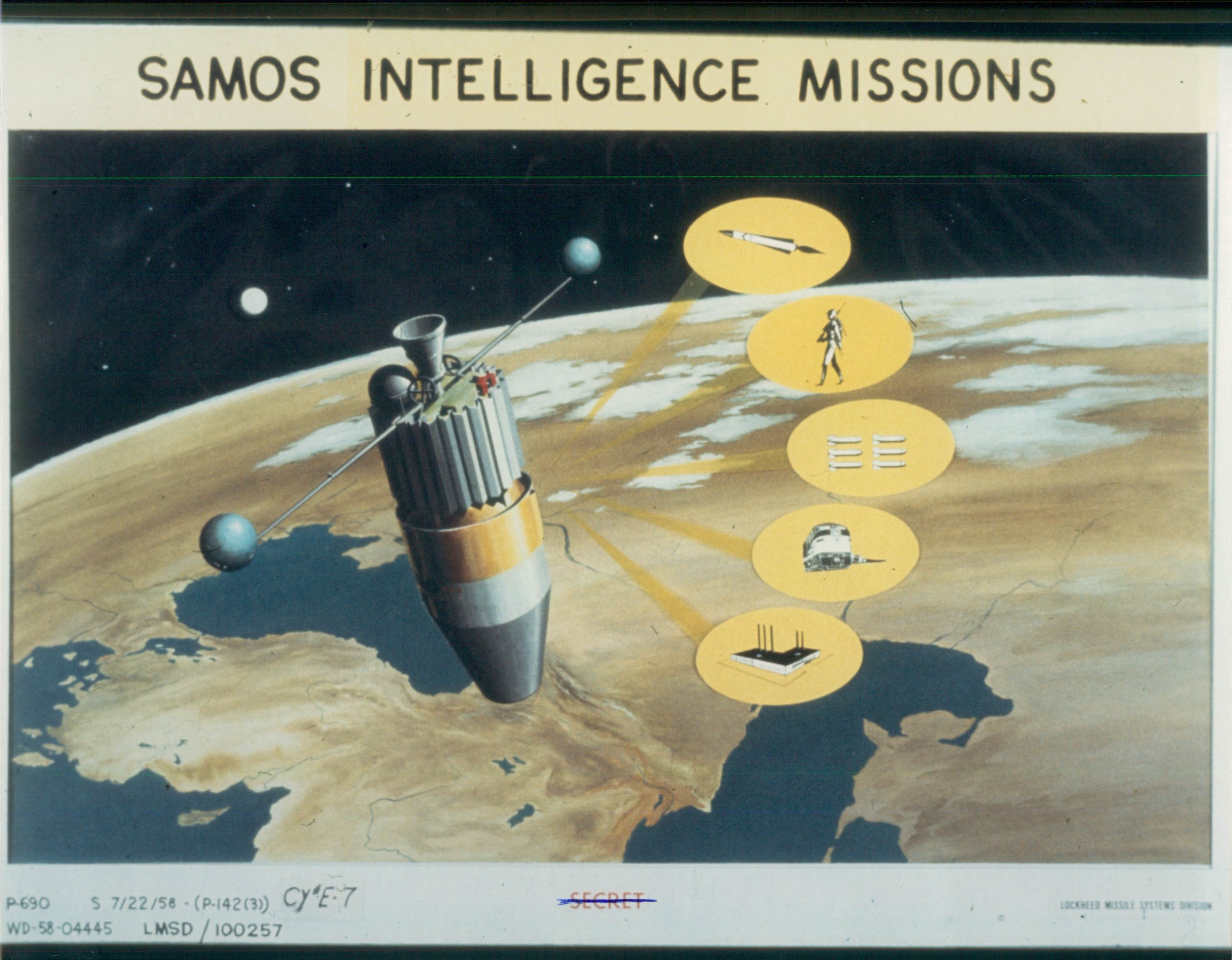
イラストレーターによる、SAMOSの写真光学偵察任務の実行予想図

セイモス、もしくは、サモス（英: Satellite and Missile Observation System, SAMOS, Samos E：日本語訳すると「衛星及びミサイル観測システム」）計画とは、アメリカ合衆国の偵察衛星である。1960年代初頭に開始され、比較的短命に終わったこのスパイ衛星シリーズは、初期型ゆえに不具合が多発したKH-7 GAMBITシステムの代用品としても使われた。偵察任務は、極周回低軌道からのフィルムカメラとテレヴィジョン・サーベイランスにより行われた。撮影した画像は未現像のままのフィルムを容器に詰めて大気圏再突入させるか、電波に乗せてアメリカ合衆国本土内にある基地へ無線伝送することで行われた。セイモスが最初に打ち上げられたのは1960年のことであるが、1963年までには作戦上重要ではなくなっていた。全ての衛星はヴァンデンバーグ空軍基地から打ち上げられた。
セイモスは、機密指定を受けていない文章の中で使われる用語として、「101計画」（Program 101）、及び、「201計画」（Program 201）という名でも知られている。

## 歴史と掛かった費用

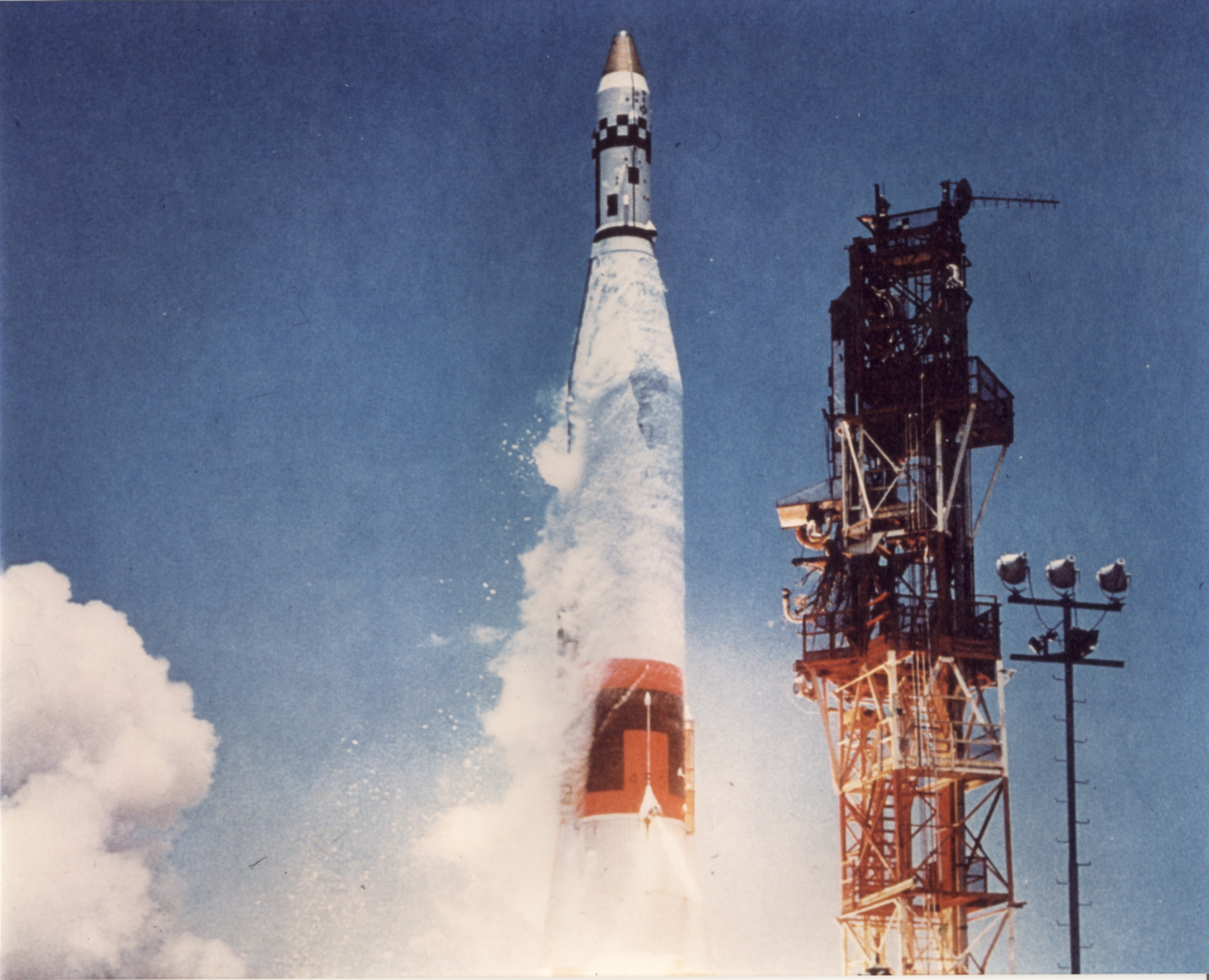
アトラス・ロケットによるセイモス衛星の打ち上げ

1956年、セイモスはアメリカ空軍により、WS-117L偵察防衛計画の一部として始められた。1958年5月、アメリカ国防総省（DoD）は、WS-117L計画をARPA（現在の国防高等研究計画局）へと移管することを指導した。セイモス開発計画の中で最も重要な部分は「セイモスE」（Samos-E、visual reconnaissance、光学偵察・画像諜報）、「セイモスF」（ELINT Ferretによる電子諜報）、さらに「セイモスH」（Samos-H、衛星通信）の三つの計画であった。
1958年のアメリカ国家予算請求（FY1958）にて、WS-117Lは米空軍から米ドルにして$108.2百万ドルの拠出を受けた（インフレを補正した2025年時点での米ドルにして、1.14十億ドルの価値がある）。セイモスに対して、空軍とアーパは、FY1959で82.9合衆国ドルを合同で出し合って、この計画のために資金を費やした（2025年現在の価値に直して、インフレ補正すると0.87十億ドルの価値がある）。FY1960では163.9百万ドル（2025年現在のインフレ率を補正すると1.69十億ドル）費やした。

## 諸元
- 打ち上げ機： アトラス・アジェナ A型[6]、B型[7]（初期）、タイタンIIIB型（後期）
- 自重：4,100 pounds（初期）, 6,600 pounds（後期）
- 直径: 58.5インチ
- 機密種別： アメリカ国防総省による軍事機密扱い、IMINT（英語版）
- 射場： ヴァンデンバーグ空軍基地

## ミッション
| 名称     | 打ち上げ日時   | 質量 (kg) | 遠地点 (km) | 近地点 (km) | 軌道傾斜角 (°) | 国際衛星識別符号               | 備考                                                                                            |
| -------- | -------------- | --------- | ----------- | ----------- | -------------- | ------------------------------ | ----------------------------------------------------------------------------------------------- |
| Samos 1  | 1960年10月11日 | 1,845     | --------    | --------    | --------       | 1960-F13, SAMOS-1              | 打ち上げ失敗：衛星は破壊された。                                                                |
| Samos 2  | 1961年1月31日  | 1,900     | 557         | 474         | 97.4           | 1961-ALPHA-1, 1961-001A        | 第一世代の画像監視：電波による画像電送： 微小流星物体が衝突したデータ。1971年10月21日軌道減衰。 |
| Samos 3  | 1961年9月9日   | 1,150     | --------    | --------    | --------       | 1961-F09, SAMOS-3              | 発射台上にて爆発。                                                                              |
| Samos 4  | 1961年11月22日 | 1,860     | --------    | --------    | --------       | 1961-F13, NNN6101              | 軌道投入失敗。                                                                                  |
| Samos 5  | 1961年12月22日 | 1,860     | 244         | 702         | 89.6           | 1961-ALPHA-LAMBDA-2, 1961-035A | 1962年8月14日軌道減衰                                                                           |
| Samos 6  | 1962年3月7日   | 1,860     | 251         | 676         | 90.9           | 1962-ETA-3, 1962-007A          | 1963年6月7日軌道減衰                                                                            |
| Samos 7  | 1962年4月26日  | 1,588     | 203         | 204         | 92.0           | 1962-PI, 1962-016A             | 1962年4月28日軌道減衰                                                                           |
| Samos 8  | 1962年6月17日  | 1,860     | --------    | --------    | --------       | 1962-PSI, 1962-023A            | 1962年6月18日軌道減衰                                                                           |
| Samos 9  | 1962年7月18日  | 1,860     | 184         | 236         | 96.1           | 1962-ZETA, 1962-030A           | 1962年7月25日軌道減衰                                                                           |
| Samos 10 | 1962年8月5日   | 1,860     | 205         | 205         | 96.3           | 1962-ALPHA-LAMBDA, 1962-035A   | 1962年8月6日軌道減衰                                                                            |
| Samos 11 | 1962年11月11日 | 1,860     | 206         | 206         | 96             | 1962-BETA-PI, 1962-064A        | 1962年11月12日軌道減衰                                                                          |
| Samos 87 | 1972年3月1日   | 不明      | 不明        | 不明        | 不明           | 不明                           | アメリカ国防総省（DoD）により打ち上げの詳細は軍事機密。                                         |

1960年10月から1962年11月にかけて、少なくとも11回の打ち上げが実施された。計画の一部は未だに国家機密情報のままで保留されている。一般的には、この計画がキャンセルされた理由は、撮影によって得られた画像の質が残念なほどに低劣なものであったからであろうと思われている。この計画はアメリカ空軍によって指揮・実施された。しかし、本計画は、CIAが中心になって行われていた他の偵察衛星計画であるコロナ計画よりも見劣りのするものであった。
少なくとも、この人工衛星には2つの違う世代が開発され、少なくとも4つの違うタイプのカメラが使われた。計画が始まったばかりの時期には、その着想には、フレーム・リードアウト・カメラ（frame readout camera）を使用することが含まれていた。フレームリードアウトカメラで写真を撮影し、読み取りした画像を電波によって地上局へと送り届けるのである。このシステムは、明らかに煩雑で故障の頻発するものであった。それゆえ、セイモス計画では「フィルム・リターン・システム」も一緒に開発せざるを得なかった。この計画では、カメラ部分と写真フィルムが軌道上で衛星から放出され、パラシュートで大気圏内をふわふわと降下し、地上へ帰還し、回収された。フィルム返却を伴うこのシステムは、1970年代に、デジタル画像化能力を持ったキーホール11・ケンナン偵察衛星が現れるまで、偵察衛星がミッションの成果物を地上の画像解析部署に届ける手段としては、ごく標準的なものであった。

## ミッション機器
E-1、および、E-2カメラは、読み出し法を用いた。E-3タイプのカメラについての情報は、ほんの少ししか判明していない。E-3カメラは、結局のところ、開発がキャンセルされた。このタイプは高い解像度があったようである。後のE-6タイプによって、取って代わられたかもしれない。E-4カメラは、その初期段階において、比較的低解像度の地図製作法としての用途に使われることを計画されていた。しかし、それはKH-5 ARGON衛星が担当することになり、その機能はキャンセルされた。E-5 及び E-6カメラは、後期の衛星打ち上げで現れたパノラマ形式のフィルムカメラであったが、ほんの極少数だけしか使われなかった。E-5は、後に、短命に終わったKH-6 LANYARD計画で使われたカメラに相当するものと考えられたことがある。
あるいくつかの衛星は、いわゆる「フェレット装置（Ferret devices）」と呼ばれるものを搭載していた。これは、電子通信を偵知することで情報を「フェレッティング」（"ferreting" ）するために製作されたものであった。これらの諜報活動を指す、もっと現代的な用語には、「信号諜報」（「シグナル・インテリジェンス」、通称：シギント）という言葉が使われる。計画の終盤には、衛星はフェレット装置だけ搭載し、カメラなどの画像撮影装置を全く抜きにして打ち上げられた。フェレット・システムは2機種が開発され、それぞれにF-1 及び F-2と名前を付けられた。
追加された各種ペイロードは、時として衛星に組み込まれて打ち上げられた。そのほとんどは宇宙空間における各現象を解明するため、宇宙という環境について究明し、将来の衛星が宇宙飛行にとってより良く設計されたものにするために搭載された、科学研究用の装置だった。打ち上げられた衛星は、その質量は1845キログラムから1900キログラムまで、いろいろな値に富むものであった。

## 軌道
セイモス2号（Samos-2）は太陽同期軌道に投入された世界初の衛星であった。

## ソビエト連邦によるフィルム回収
セルゲイ・フルシチョフは、彼の回顧録のなかで、彼がセイモス衛星だと信じている物体の部分的回収について書き記している。しかし、回収された日付は、セイモス計画が始まる前の冬であった。第二のフィルム回収カプセルは1961年初めごろに回収されたが、その装置は地元の農民たちによって分解されており、フィルムは感光し、ソビエト連邦が衛星の撮影能力を正確に見積もることが出来なかった。それは、セイモス衛星であったかもしれないし、そうでなかったかもしれない。